# Anabolia nervosa
Anabolia nervosa är en nattsländeart som först beskrevs av Curtis 1834.  Anabolia nervosa ingår i släktet Anabolia och familjen husmasknattsländor. Arten är reproducerande i Sverige. Inga underarter finns listade i Catalogue of Life.

## Bildgalleri

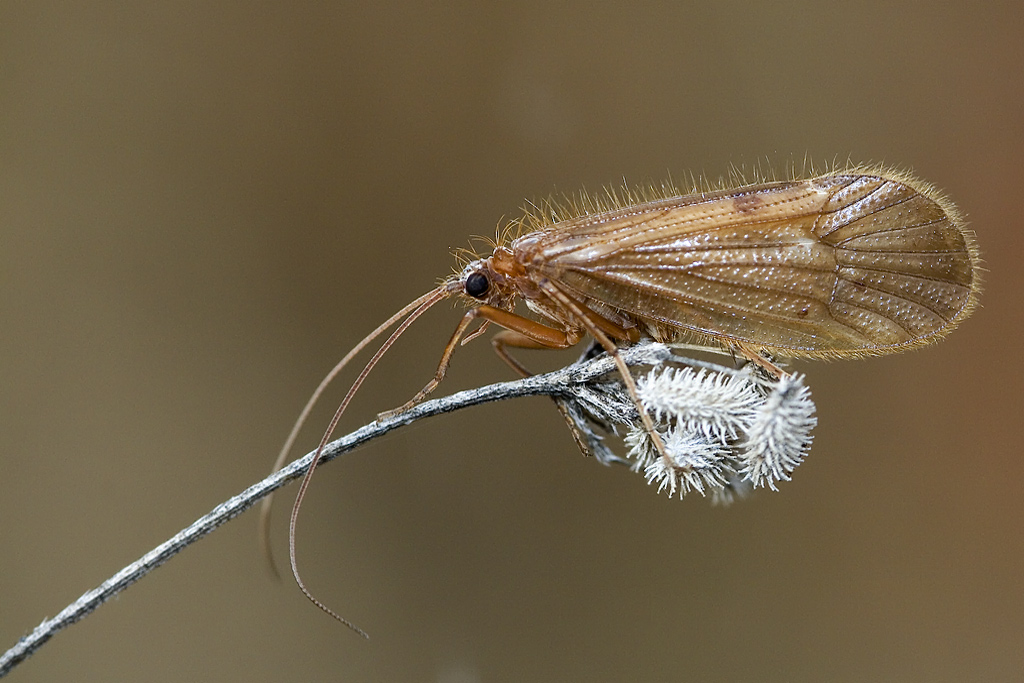
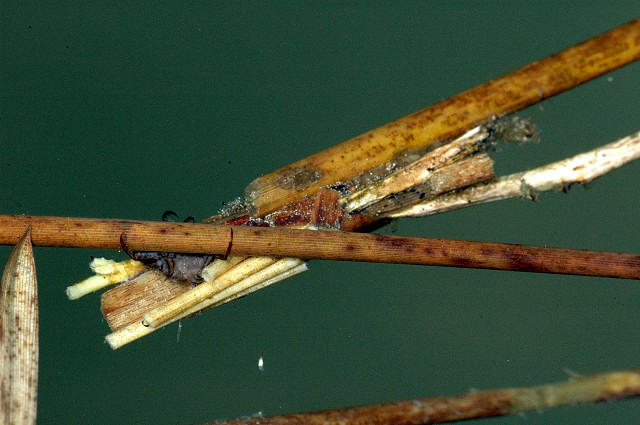
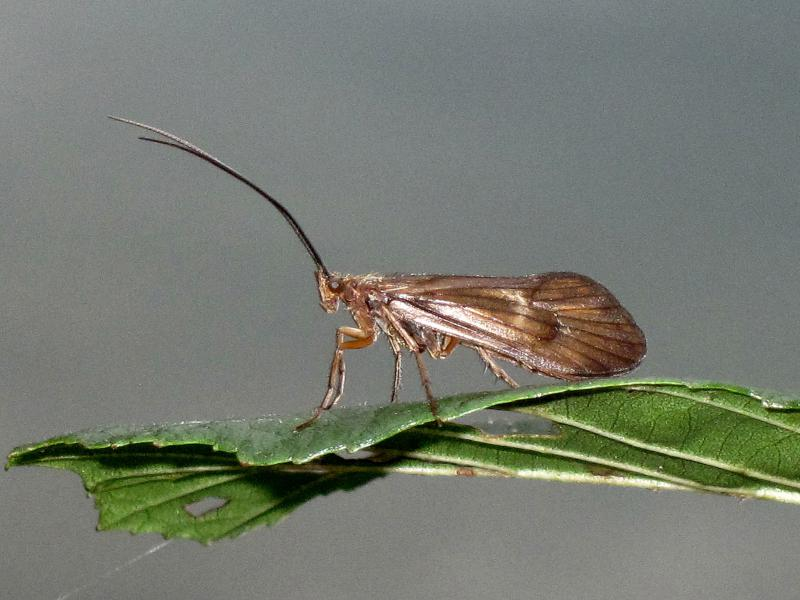
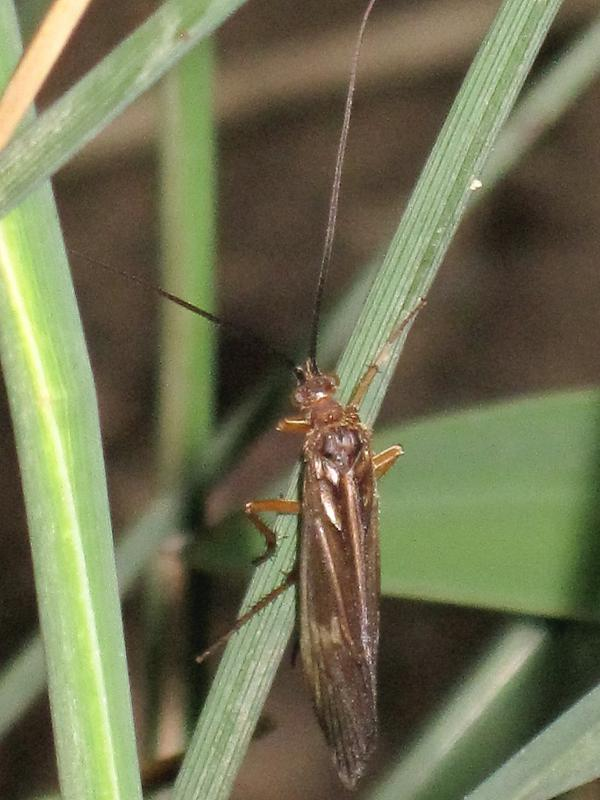